# Departamento de Charalá
Charalá fue uno de los departamentos en que se dividía el Estado Soberano de Santander (Colombia). Tenía por cabecera a la ciudad de Charalá. El departamento comprendía territorio de la actual región santandereana de Guanentá.

## División territorial
El departamento al momento de su creación (1877) estaba dividido en los distritos de Charalá (capital), Cincelada, Confines, Coromoro, Encino, Ocamonte y Riachuelo.